# NGC 3558
NGC 3558是一个位于大熊座的椭圆星系或透鏡狀星系，距离地球4.4亿光年，1866年4月15日由海因里希·路易·达雷发现，属于A1185星系团，是一个低電離星系核星系。